# Rode schouderboktor
De rode schouderboktor (Rhamnusium bicolor) is een keversoort uit de familie boktorren (Cerambycidae). De wetenschappelijke naam van de soort is voor het eerst geldig gepubliceerd in 1781 door Schrank.